# Soamahamanina
Soamahamanina est une commune urbaine située dans la région d'Itasy dans la Province de Tananarive, au centre du Madagascar

## Géographie
La commune se situe à 68 km de la capitale en suivant la route nationale RN1 dans le district de Miarinarivo.

## Économie
Les activités économiques principales sont principalement rurales avec l'élevage et l'agriculture ; notamment celle de l'ananas. L'artisanat est aussi une activité importante sur le territoire communal.
En mai 2016, la société chinoise Jiuxing Mines inaugure une mine aurifère dont elle a obtenu une concession d'exploitation de quatre ans. Néanmoins, l'exploitation de cette mine, qui emploie en équivalent temps plein 11 Malgaches et 20 Chinois, suscite la colère populaire et les habitants de Soamahamanina attaquent cette dernière en revendiquant le pillage des ressources naturelles de leur commune par la Chine. Cinq mois plus tard, en octobre 2016, Jiuxing Mines se retire du site pour calmer les esprits.